# YAWL
YAWL (Yet Another Workflow Language) é uma linguagem de fluxo de trabalho baseada nos Padrões Workflow. A linguagem é suportada por um sistema de software que inclui um motor de execução, um editor gráfico e um gestor de lista de tarefas. O sistema está disponível em código aberto com a licença LGPL.
O sistema YAWL tem sido usado para fins de ensino em mais de 20 universidades.